# L'altra Italia
L'altra Italia è stato un programma televisivo italiano di genere talk show, politico e rotocalco, andato in onda in prima serata su Rai 2 dal 3 al 31 ottobre 2024. Il programma veniva trasmesso in diretta dallo studio 6 degli studi televisivi Fabrizio Frizzi di Roma.
La Rai ha deciso di chiudere il talk dopo sole cinque puntate a causa dei deludenti risultati in termini di ascolti TV. In particolare, la puntata del 17 ottobre 2024 ha registrato uno share dello 0,99%, segnando un record negativo mai raggiunto prima nella storia della Rai.

## Il programma
Il programma era un talk show di approfondimento che raccontava gli eventi più significativi della settimana, dall'attualità sociale e politica, fino ai grandi scenari economici e internazionali.

## Edizioni
| Edizione | Anno | Conduzione          | Periodo        | Periodo         | Puntate | Regia        | Studio                                                |
| Edizione | Anno | Conduzione          | Inizio         | Fine            | Puntate | Regia        | Studio                                                |
| -------- | ---- | ------------------- | -------------- | --------------- | ------- | ------------ | ----------------------------------------------------- |
| 1ª       | 2024 | Antonino Monteleone | 3 ottobre 2024 | 31 ottobre 2024 | 5       | Flavia Unfer | Studio 6 degli studi televisivi Fabrizio Frizzi, Roma |

## Programmazione
| Edizione | Rete televisiva | Anno | Stagione | Orario      | Durata  | Programmazione | Programmazione | Programmazione | Programmazione | Programmazione | Programmazione | Programmazione | Collocazione |
| Edizione | Rete televisiva | Anno | Stagione | Orario      | Durata  | L              | M              | M              | G              | V              | S              | D              | Collocazione |
| -------- | --------------- | ---- | -------- | ----------- | ------- | -------------- | -------------- | -------------- | -------------- | -------------- | -------------- | -------------- | ------------ |
| 1ª       | Rai 2           | 2024 | autunno  | 21:20-00:20 | 180 min |                |                |                |                |                |                |                | Prima serata |